# Carreteres de Tunísia
Les carreteres de Tunísia formen una xarxa de prop de 20.000 km (18997 km el 2006) dels quals 267 km són d'autopistes (uns 350 al final del 2007). Aquestes són tres que els locals anomenen la del nord, la del centre i la de la costa i en realitat són la A4, A3 i A1.
El primer tram d'autopista (A1) es va obrir el 1986 entre Tunis i Hammamet, que després es va allargar cap al sud seguint la costa fins a Msaken (1994). L'autopista del nord (A4) fou oberta el 2002 per unir Tunis i Bizerta. L'autopista central va arribar el juliol del 2005 a Medjez El Bab i el febrer del 2006 a Oued Zarga.
L'autopista A1 ha de seguir fins a Sfax i fins a Líbia i l'A3 fins a Béja, Jendouba i la frontera algeriana. La gestió de les autopistes, que són de pagament, està encarregada a la societat Tunisie-Autoroutes. La velocitat màxima és de 110 km/h.
Les tres autopistes són:
- A1 : Tunis-Msaken
- A3 : Tunis-Oued Zarga
- A4 : Tunis-Bizerta

Les carreteres principals uneixen les diverses governacions i són conegudes com a GP (gran parcours). En general el seu estat és força acceptable. Les carreteres secundàries, en pitjor estat però encara acceptables, són conegudes com a MC (moyenne communication).
Les carreteres GP són:
- GP1 : Tunis - Ras Jedir - Líbia
- GP2 : Enfidha - Skhira
- GP3 : Tunis - Hazoua - Algèria
- GP4 : El Fahs - Kalaat Khasba - Algèria
- GP5 : Tunis - Sakiet Sidi Youssef - Algèria
- GP6 : Medjez El Bab - Ghardimaou - Algèria
- GP7 : Tunis - Tabarka - Algèria
- GP8 : Tunis - Bizerta
- GP9 : Tunis - La Marsa
- GP10 : Tunis - Carthage
- GP11 : Mateur - Bizerta
- GP12 : Msaken – Le Sers
- GP13 : Sfax - Kasserine
- GP14 : Sfax - Gafsa
- GP15 : Gabès - Thélepte - Algèria
- GP16 : Gabès - Degueche - Algèria
- GP17 : Tabarka - Nebeur
- GP18 : Teboursouk - El Felba - Algèria
- GP19 : Médenine - Remada - Líbia